# Guy de Beauchamp, 10. Earl of Warwick

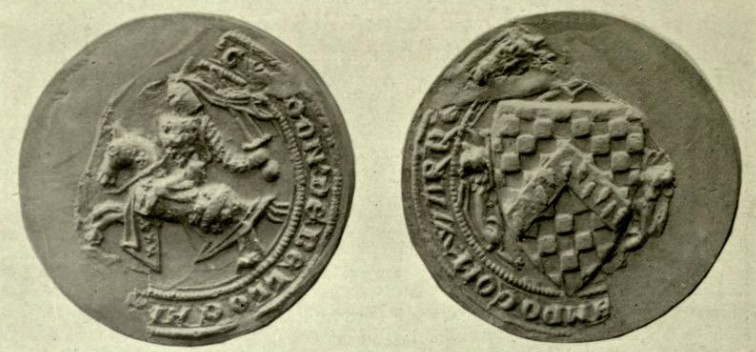
Siegel des 10. Earl of Warwick

Guy de Beauchamp, 10. Earl of Warwick (* um 1272; † 12. August 1315) war ein englischer Magnat.

## Herkunft
Guy war ein Sohn von William de Beauchamp, 9. Earl of Warwick und von Matilda (oder Maud), einer Tochter von John fitz Geoffrey und von Isabel Bigod. Sein Vater hatte 1268 von seiner Cousine den Titel Earl of Warwick geerbt, seinen ältesten Sohn hatte er nach der legendären Romanfigur Guy of Warwick benannt. Nach dem Tod seines Vaters 1298 erbte er dessen Titel und Besitzungen, zu denen Güter in 19 Grafschaften sowie in den Welsh Marches gehörten. Der Schwerpunkt seiner Güter lag um Warwick Castle in Warwickshire sowie in Worcestershire.

## Militär unter König Eduard I.
Unter König Eduard I. nahm er an den Feldzügen des Ersten Schottischen Unabhängigkeitskriegs und an anderen Feldzügen teil. Zur Belohnung übergab ihm der König nach der Schlacht von Falkirk 1298 Ländereien in Schottland, durch die er jährliche Einkünfte in Höhe von 1000 Mark hatte. Am 10. September 1299 nahm er an der Hochzeit des Königs mit Margarethe von Frankreich in Canterbury teil. 1300 gehörte er zu den Belagerern von Caerlaverock Castle. Ostern 1301 gehörte er zu den englischen Unterhändlern, die sich mit einer französischen Gesandtschaft in Canterbury trafen, um über die Freilassung des schottischen Königs John Balliol zu verhandeln. Von 1303 bis 1304 nahm er erneut am Feldzug nach Schottland, darunter an der Belagerung von Stirling Castle durch Eduard, dem Prince of Wales teil. Für seine Dienste erhielt er zahlreiche Geschenke des Königs, zuletzt noch 1307 Barnard Castle in Durham, das zuvor John Balliol gehört hatte.

## Angehöriger der Adelsopposition gegen König Eduard II.

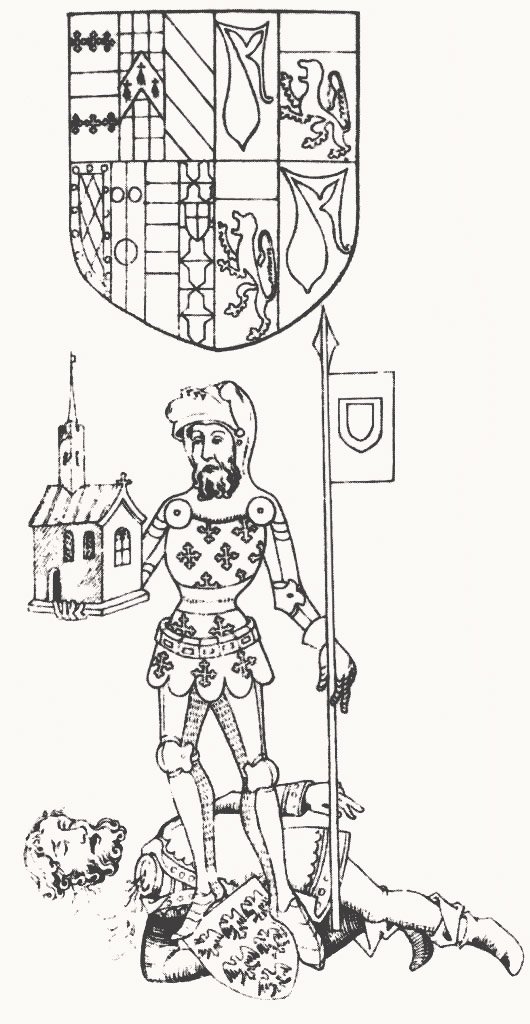
Beauchamp steht über dem enthaupteten Gaveston. Darstellung aus dem 15. Jahrhundert

Nach dem Tod von König Eduard I., bei dem er im Juli 1307 zugegen war, wurde er rasch zu einem Opponenten gegen die Herrschaft von dessen Sohn und Nachfolger Eduard II. Bei der Krönung am 25. Februar 1308 trug er zwar wie die Earls of Lancaster und Lincoln ein Zeremonienschwert, doch er lehnte die veränderte Politik des Königs gegenüber Schottland ab, da sie seine Besitzungen gefährdete. Eine weitere Ursache der Spannungen war vermutlich die Bitte von König Eduard I. gewesen, dass Warwick die Rückkehr des von ihm verbannten Gaveston, dem engen Freund seines Sohnes, verhindern sollte, doch eine der ersten Handlungen seines Sohnes als König war die Aufhebung des Exils von Gaveston. Im Gegensatz zu den meisten anderen Earls fehlt das Siegel von Warwick auf der Urkunde, mit der Gaveston zum Earl of Cornwall erhoben wurde, und Warwick gehörte zu den Baronen, die im April 1308 die erneute Verbannung von Gaveston durchsetzten. Obwohl ihm der König mehrere Geschenke machte, darunter im Dezember 1308 vier beschlagnahmte Güter des Templerordens in Warwickshire, kam es zu keiner Versöhnung zwischen Warwick und dem König. Nachdem Gaveston im Juni 1309 aus seinem Exil zurückgekehrt war, steigerten sich die Spannungen zwischen den Magnaten und dem König weiter. Gaveston verspottete Warwick als The Black Dog of Arden, worauf Warwick zusammen mit den Earls of Lancaster, Lincoln, Oxford und Arundel im Oktober 1309 einer königlichen Ratsversammlung fernblieb, da Gaveston anwesend war. Zusammen mit Lancaster, Hereford und Pembroke arbeitete er als einer der Lords Ordainer an einem Reformkonzept der Herrschaft des Königs, den sogenannten Ordinances. Bei der Verkündigung der Ordinances am 27. September 1311 in der St Paul’s Cathedral in London war er anwesend. Die Magnaten setzten dabei eine endgültige Verbannung Gavestons durch, und als dieser dennoch Anfang 1312 den König in York traf, kam es zu einer Jagd auf Gaveston. Nachdem sich dieser am 19. Mai in Scarborough Castle ergeben hatte, wurde er vom Earl of Pembroke, der für seine Sicherheit gebürgt hatte, nach Südengland geleitet. Als Pembroke jedoch kurzzeitig seinen Gefangenen verließ, ließ Warwick am 10. Juni Gaveston in Deddington in Oxfordshire ergreifen und nach Warwick Castle bringen. Dort wurde er nach kurzer Beratung von Warwick, Lancaster und Hereford als Verräter verurteilt und hingerichtet. Nach diesem Gewaltakt stand England kurz vor dem Bürgerkrieg, bis es nach Verhandlungen zu einer oberflächlichen Versöhnung kam und der König im Oktober 1313 auch Warwick vergab. Die Beziehungen zwischen dem König und Warwick blieben stark angespannt, und Warwick gehörte wie Lancaster und Arundel zu den Magnaten, die ihre Teilnahme am Feldzug von 1314 gegen Schottland verweigerten. Dadurch entging er der katastrophalen Niederlage des englischen Heeres in der Schlacht von Bannockburn. Nach dieser Niederlage musste der König die Regierung einem königlichen Rat überlassen, dem neben Lancaster und anderen Baronen auch Warwick angehörte. Er starb jedoch wenige Monate später, angeblich wurde er im Auftrag des Königs vergiftet.

## Nachwirkung, Familie und Nachkommen
Er wurde in Bordesley Abbey in Worcestershire begraben, die von seiner Familie schon seit langem gefördert worden war. Warwick galt als weise und gebildet, und er hatte dem Kloster bereits vor seinem Tod seine umfangreiche Büchersammlung mit einer großen Anzahl von Lebensgeschichten von Heiligen vermacht. Der im 14. Jahrhundert errichtete 39 m hohe Guy’s Tower, der zweithöchste Turm von Warwick Castle, wurde nach ihm benannt.
1297 wurde er mit Isabel de Clare, der ältesten Tochter von Gilbert de Clare, 6. Earl of Hertford und von Alice de Lusignan verlobt. Die Heirat fand jedoch nie statt. Anfang 1309 hatte er Alice, die Witwe des 1307 gestorbenen Thomas of Leyburn und Tochter von Raoul VI. de Tosny geheiratet. Mit ihr hatte er mehrere Kinder, darunter:
- Maud de Beauchamp († 1369) ⚭ Geoffrey de Say, 2. Baron Say
- Emma de Beauchamp ⚭ Rowland d’Odingsells
- Isabel de Beauchamp ⚭ John Clinton
- Elizabeth de Beauchamp ⚭ Thomas Astley, 3. Baron Astley
- Lucy de Beauchamp ⚭ Robert de Knapton
- Thomas de Beauchamp, 11. Earl of Warwick (um 1314–1369)
- John de Beauchamp, 1. Baron Beauchamp (um 1316–1360)

Sein Erbe wurde sein minderjähriger Sohn Thomas, den er nach seinem Freund und Verbündeten Thomas Plantagenet, 2. Earl of Lancaster benannt hatte. Seine Witwe heiratete nach seinem Tod William la Zouche of Mortimer.